# Asilus rufipalpis
Asilus rufipalpis är en tvåvingeart som beskrevs av Macquart 1838. Asilus rufipalpis ingår i släktet Asilus och familjen rovflugor. Inga underarter finns listade i Catalogue of Life.